# Discografia de Robyn
A discografia de Robyn, uma cantora e compositora sueca, consiste em oito álbuns de estúdio, um álbum de compilação, seis extended plays (EPs), 46 singles (incluindo 15 como artista convidada), dez singles promocionais e 49 videoclipes.
Robyn se tornou conhecida no final dos anos 90 por seu hit mundial "Do You Know (What It Takes)" de seu álbum de estreia Robyn Is Here (1995). Ela co-escreveu a canção "Du gör mig hel igen" ("Você Me Faz Inteira Novamente") para o Melodifestivalen 1997. A popularidade de seu single número um "With Every Heartbeat", e subsequente lançamento do álbum Robyn (2005), trouxe à cantora sucesso mundial. Em janeiro de 2009, Robyn venceu um prêmio sueco Grammis por Melhor Apresentação Ao Vivo em 2008.
Robyn lançou o primeiro em uma trilogia de álbuns a ser lançada ao longo de 2010, intitulado Body Talk Pt.1, em junho daquele ano, alcançando a primeira posição nas tabelas musicais da Suécia. Foi seu primeiro álbum desde Robyn. O primeiro single do álbum, "Dancing on My Own", lançado algumas semanas antes do lançamento do álbum, se tornou um hit mundial, e garantiu a ela uma nomeação para os Grammy Awards de 2011 na categoria de melhor gravação de dance. A sequência, Body Talk Pt. 2, foi lançada no dia 6 de setembro, estreando no primeiro lugar das tabelas suecas, e o álbum final da trilogia, Body Talk, foi lançado em 22 de novembro com o primeiro single "Indestructible". O último single de Body Talk foi "Call Your Girlfriend", lançado nos Estados Unidos em maio de 2011, que se tornou o seu primeiro hit a alcançar o número um na tabela musical da Billboard, Dance Club Songs.

## Álbuns

### Álbuns de estúdio
| Detalhes do álbum | Melhores posições atingidas | Melhores posições atingidas | Melhores posições atingidas | Melhores posições atingidas | Melhores posições atingidas | Melhores posições atingidas | Melhores posições atingidas | Melhores posições atingidas | Melhores posições atingidas | Melhores posições atingidas | Melhores posições atingidas | Melhores posições atingidas | Certificações              | Vendas                                  |
| Detalhes do álbum | SUE                         | ALE                         | AUS                         | BEL                         | CAN                         | DIN                         | EUA                         | IRL                         | NOR                         | PB                          | RU                          | SUI                         | Certificações              | Vendas                                  |
| --- | --------------------------- | --------------------------- | --------------------------- | --------------------------- | --------------------------- | --------------------------- | --------------------------- | --------------------------- | --------------------------- | --------------------------- | --------------------------- | --------------------------- | -------------------------- | --------------------------------------- |
| Robyn is Here - Lançamento: 13 de outubro de 1995 - Gravadoras: Ricochet, Ariola, BMG - Formatos: CD, cassete         | 8                           | —                           | —                           | —                           | —                           | —                           | 57                          | —                           | —                           | 62                          | —                           | —                           | - SUE: Ouro - EUA: Platina | - Suécia: 20 mil - EUA: 1 milhão        |
| My Truth - Lançamento: 17 de maio de 1999 - Gravadoras: Ricochet, BMG, RCA - Formatos: CD, cassete                    | 2                           | —                           | —                           | —                           | —                           | —                           | —                           | —                           | —                           | —                           | —                           | —                           | - SUE: Platina             | - Suécia: 40 mil                        |
| Don't Stop the Music - Lançamento: 30 de outubro de 2002 - Gravadoras: BMG, RCA - Formatos: CD, cassete               | 2                           | —                           | —                           | —                           | —                           | —                           | —                           | —                           | —                           | —                           | —                           | —                           | - SUE: Platina             | - Suécia: 40 mil                        |
| Robyn - Lançamento: 27 de abril de 2005 - Gravadora: Konichiwa - Formatos: CD, vinil, download digital                | 1                           | —                           | —                           | 73                          | —                           | —                           | 100                         | 77                          | 35                          | —                           | 11                          | 52                          | - SUE: Platina - RU: Ouro  | - Suécia: 40 mil - Reino Unido: 100 mil |
| Body Talk Pt. 1 - Lançamento: 14 de junho de 2010 - Gravadora: Konichiwa - Formatos: CD, download digital             | 1                           | 46                          | 6                           | 37                          | —                           | 4                           | 97                          | 97                          | 4                           | —                           | 47                          | 90                          | - SUE: Ouro - DIN: Ouro    | - Suécia: 20 mil - Dinamarca: 10 mil    |
| Body Talk Pt. 2 - Lançamento: 6 de setembro de 2010 - Gravadora: Konichiwa - Formatos: CD, download digital           | 1                           | 47                          | 6                           | 37                          | —                           | 1                           | 41                          | 41                          | 3                           | —                           | 38                          | 91                          |                            |                                         |
| Body Talk - Lançamento: 22 de novembro de 2010 - Gravadora: Konichiwa - Formatos: CD, vinil, download digital         | 2                           | —                           | —                           | 30                          | —                           | 13                          | 142                         | —                           | 8                           | —                           | 168                         | —                           | - DIN: Ouro                | - Dinamarca: 10 mil                     |
| Honey - Lançamento: 26 de outubro de 2018 - Gravadoras: Konichiwa, Interscope - Formatos: CD, vinil, download digital | 1                           | 65                          | 20                          | 10                          | 33                          | 20                          | 40                          | 38                          | 2                           | 55                          | 21                          | 46                          |                            |                                         |
| "—" denota um título que não tenha entrado na tabela musical do respectivo país.                                      |                             |                             |                             |                             |                             |                             |                             |                             |                             |                             |                             |                             |                            |                                         |

### Relançamentos
| Título       | Detalhes                                                                           |
| ------------ | ---------------------------------------------------------------------------------- |
| Robyn's Best | - Lançamento: 1 de junho de 2004 - Gravadora: BMG - Formatos: CD, download digital |

### Álbuns de compilação
| Título              | Detalhes                                                                             |
| ------------------- | ------------------------------------------------------------------------------------ |
| Det bästa med Robyn | - Lançamento: 30 de agosto de 2006 - Gravadora: BMG - Formatos: CD, download digital |

## Extended plays(EPs)
| Detalhes do EP | Melhores posições atingidas | Melhores posições atingidas | Melhores posições atingidas | Melhores posições atingidas | Melhores posições atingidas | Melhores posições atingidas | Melhores posições atingidas | Melhores posições atingidas | Melhores posições atingidas | Melhores posições atingidas |
| Detalhes do EP | ALE                         | AUS                         | CAN                         | DIN                         | EUA                         | EUA Dance                   | IRL                         | NOR                         | RU                          | SUI                         |
| --- | --------------------------- | --------------------------- | --------------------------- | --------------------------- | --------------------------- | --------------------------- | --------------------------- | --------------------------- | --------------------------- | --------------------------- |
| The Rakamonie EP - Lançamento: 20 de novembro de 2006 - Gravadora: Konichiwa - Formatos: CD, download digital                                   | —                           | —                           | —                           | —                           | —                           | —                           | —                           | —                           | —                           | —                           |
| The Cherrytree Sessions - Lançamento: 3 de fevereiro de 2009 - Gravadora: Konichiwa - Formatos: CD, download digital                            | —                           | —                           | —                           | —                           | —                           | —                           | —                           | —                           | —                           | —                           |
| Body Talk Pt. 3 - Lançamento: 22 de novembro de 2010 - Gravadora: Konichiwa - Formatos: CD, download digital                                    | —                           | —                           | —                           | 27                          | —                           | 7                           | —                           | —                           | —                           | —                           |
| Do It Again (com Röyksopp) - Lançamento: 23 de maio de 2014 - Gravadora: Dog Triumph - Formatos: CD, vinil, download digital                    | 70                          | 14                          | 15                          | 5                           | 14                          | 1                           | 23                          | 3                           | 20                          | 18                          |
| Love is Free (com La Bagatelle Magique) - Lançamento: 7 de agosto de 2015 - Gravadora: Konichiwa - Formatos: CD, download digital               | —                           | —                           | —                           | —                           | —                           | 1                           | —                           | —                           | 111                         | —                           |
| Trust Me (com Mr. Tophat) - Lançamento: 4 de novembro de 2016 - Gravadoras: Smalltown Supersound, Konichiwa - Formatos: Vinil, download digital | —                           | —                           | —                           | —                           | —                           | —                           | —                           | —                           | —                           | —                           |
| "—" denota um título que não tenha entrado na tabela musical do respectivo país.                                                                |                             |                             |                             |                             |                             |                             |                             |                             |                             |                             |

## Singles

### Como artista principal
| Título                                                                           | ㅤAnoㅤ | Melhores posições atingidas | Melhores posições atingidas | Melhores posições atingidas | Melhores posições atingidas | Melhores posições atingidas | Melhores posições atingidas | Melhores posições atingidas | Melhores posições atingidas | Melhores posições atingidas | Melhores posições atingidas | Certificações                             | Álbum                       |
| Título                                                                           | ㅤAnoㅤ | SUE                         | ALE                         | BEL                         | DIN                         | EUA                         | EUA Dance                   | IRL                         | NOR                         | PB                          | RU                          | Certificações                             | Álbum                       |
| -------------------------------------------------------------------------------- | ------- | --------------------------- | --------------------------- | --------------------------- | --------------------------- | --------------------------- | --------------------------- | --------------------------- | --------------------------- | --------------------------- | --------------------------- | ----------------------------------------- | --------------------------- |
| "You've Got That Somethin'"                                                      | 1995    | 24                          | 85                          | —                           | —                           | —                           | —                           | —                           | —                           | —                           | 54                          |                                           | Robyn is Here               |
| "Do You Really Want Me (Show Respect)"                                           | 1995    | 2                           | —                           | —                           | 4                           | —                           | —                           | —                           | 7                           | —                           | 20                          | - SUE: Ouro                               | Robyn is Here               |
| "Do You Know (What It Takes)"                                                    | 1996    | 10                          | —                           | —                           | —                           | 7                           | —                           | —                           | —                           | 82                          | 26                          | - EUA: Ouro                               | Robyn is Here               |
| "Show Me Love"                                                                   | 1997    | 14                          | 70                          | —                           | —                           | 7                           | —                           | —                           | —                           | 27                          | 8                           | - EUA: Ouro                               | Robyn is Here               |
| "Electric"                                                                       | 1999    | 6                           | —                           | —                           | —                           | —                           | —                           | —                           | —                           | —                           | —                           | - SUE: Ouro                               | My Truth                    |
| "Play"                                                                           | 1999    | 31                          | —                           | —                           | —                           | —                           | —                           | —                           | —                           | —                           | —                           |                                           | My Truth                    |
| "My Only Reason"                                                                 | 1999    | 53                          | —                           | —                           | —                           | —                           | —                           | —                           | —                           | —                           | —                           |                                           | My Truth                    |
| "Main Thing"                                                                     | 2000    | —                           | —                           | —                           | —                           | —                           | —                           | —                           | —                           | —                           | —                           |                                           | My Truth                    |
| "Keep This Fire Burning"                                                         | 2002    | 3                           | —                           | 24                          | 7                           | —                           | —                           | —                           | 19                          | 52                          | —                           | - SUE: Ouro                               | Don't Stop the Music        |
| "Don't Stop the Music"                                                           | 2003    | 7                           | —                           | —                           | —                           | —                           | —                           | —                           | 19                          | 85                          | —                           |                                           | Don't Stop the Music        |
| "Be Mine!"                                                                       | 2005    | 3                           | 59                          | —                           | —                           | —                           | —                           | 35                          | 13                          | —                           | 10                          |                                           | Robyn                       |
| "Who's That Girl"                                                                | 2005    | 37                          | —                           | —                           | —                           | —                           | —                           | —                           | 26                          | —                           | 26                          |                                           | Robyn                       |
| "With Every Heartbeat" (com Kleerup)                                             | 2007    | 23                          | 38                          | 8                           | 7                           | —                           | —                           | 15                          | —                           | 7                           | 1                           | - RU: Ouro - DIN: Ouro                    | Robyn                       |
| "Konichiwa Bitches"                                                              | 2007    | —                           | —                           | —                           | —                           | —                           | —                           | —                           | —                           | —                           | 98                          |                                           | Robyn                       |
| "Handle Me"                                                                      | 2007    | —                           | 86                          | 36                          | —                           | —                           | —                           | 47                          | —                           | 67                          | 17                          |                                           | Robyn                       |
| "Cobrastyle"                                                                     | 2007    | 17                          | —                           | —                           | —                           | —                           | —                           | —                           | —                           | —                           | —                           |                                           | Robyn                       |
| "Dancing on My Own"                                                              | 2010    | 1                           | 67                          | 25                          | 2                           | —                           | —                           | —                           | 6                           | —                           | 8                           | - RU: Prata - DIN: Platina - EUA: Platina | Body Talk Pt.1 e Body Talk  |
| "Hang with Me"                                                                   | 2010    | 2                           | 68                          | —                           | 11                          | —                           | —                           | —                           | 7                           | —                           | 54                          | - DIN: Ouro                               | Body Talk Pt. 2 e Body Talk |
| "Indestructible"                                                                 | 2010    | 4                           | 56                          | 23                          | 13                          | —                           | —                           | —                           | —                           | —                           | 171                         | - DIN: Ouro                               | Body Talk                   |
| "Call Your Girlfriend"                                                           | 2011    | 43                          | —                           | —                           | 18                          | —                           | —                           | —                           | —                           | —                           | 55                          | - EUA: Ouro                               | Body Talk                   |
| "U Should Know Better" (com Snoop Dogg)                                          | 2013    | —                           | —                           | —                           | —                           | —                           | —                           | —                           | —                           | —                           | —                           |                                           | Body Talk Pt. 2 e Body Talk |
| "Do It Again" (com Röyksopp)                                                     | 2014    | 16                          | —                           | —                           | 18                          | —                           | 16                          | 91                          | —                           | 65                          | 75                          |                                           | Do It Again                 |
| "Sayit" (com Röyksopp)                                                           | 2014    | —                           | —                           | —                           | —                           | —                           | —                           | —                           | —                           | —                           | —                           |                                           | Do It Again                 |
| "Monument" (com Röyksopp)                                                        | 2014    | —                           | —                           | —                           | —                           | —                           | —                           | —                           | —                           | —                           | —                           |                                           | Do It Again                 |
| "Love is Free" (com La Bagatelle Magique e Maluca)                               | 2015    | —                           | —                           | —                           | —                           | —                           | 34                          | —                           | —                           | —                           | —                           |                                           | Love Is Free                |
| "Set Me Free" (com La Bagatelle Magique)                                         | 2015    | —                           | —                           | —                           | —                           | —                           | 48                          | —                           | —                           | —                           | 174                         |                                           | Love Is Free                |
| "Missing U"                                                                      | 2018    | 13                          | —                           | —                           | —                           | —                           | 18                          | 77                          | —                           | —                           | 87                          |                                           | Honey                       |
| "Honey"                                                                          | 2018    | 23                          | —                           | —                           | —                           | —                           | 16                          | —                           | —                           | —                           | —                           |                                           | Honey                       |
| "Between the Lines"                                                              | 2019    | 95                          | —                           | —                           | —                           | —                           | —                           | —                           | —                           | —                           | —                           |                                           | Honey                       |
| "Ever Again"                                                                     | 2019    | 22                          | —                           | —                           | —                           | —                           | 31                          | —                           | —                           | —                           | —                           |                                           | Honey                       |
| "Beach 2k20"                                                                     | 2019    | —                           | —                           | —                           | —                           | —                           | —                           | —                           | —                           | —                           | —                           |                                           | Honey                       |
| "—" denota um título que não tenha entrado na tabela musical do respectivo país. |         |                             |                             |                             |                             |                             |                             |                             |                             |                             |                             |                                           |                             |

### Como artista convidada
| Título                                                                           | ㅤAnoㅤ | Melhores posições atingidas | Melhores posições atingidas | Melhores posições atingidas | Melhores posições atingidas | Melhores posições atingidas | Álbum                   |
| Título                                                                           | ㅤAnoㅤ | SUE                         | BEL Tip                     | EUA Dance Club              | NOR                         | RU                          | Álbum                   |
| -------------------------------------------------------------------------------- | ------- | --------------------------- | --------------------------- | --------------------------- | --------------------------- | --------------------------- | ----------------------- |
| "Roll with Me" (Blacknuss com Robyn, Joshua e Abel)                              | 1996    | —                           | —                           | —                           | —                           | —                           | Allstars                |
| "Dream On" (Christian Falk com Robyn e Ola Salo)                                 | 2006    | 42                          | 3                           | —                           | —                           | 29                          | People Say              |
| "This One's for You" (Fleshquartet com Robyn)                                    | 2006    | —                           | —                           | —                           | —                           | —                           | Voices of Eden          |
| "Sexual Eruption" (Fyre Department Remix) (Snoop Dogg com Robyn)                 | 2008    | 4                           | —                           | —                           | —                           | —                           | Single sem álbum        |
| "The Girl and the Robot" (Röyksopp com Robyn)                                    | 2009    | 25                          | 3                           | —                           | 2                           | —                           | Junior                  |
| "Caesar" (I Blame Coco com Robyn)                                                | 2010    | —                           | —                           | —                           | —                           | —                           | The Constant            |
| "Bad Gal" (Savage Skulls e Douster com Robyn)                                    | 2010    | —                           | —                           | —                           | —                           | —                           | Get Rich or High Tryin' |
| "Cardiac Arrest" (Teddybears com Robyn)                                          | 2011    | —                           | —                           | —                           | —                           | —                           | Devil's Music           |
| "Never Will Be Mine" (Rye Rye com Robyn)                                         | 2011    | —                           | —                           | 12                          | —                           | —                           | Go! Pop! Bang!          |
| "Go Kindergarten" (The Lonely Island com Robyn)                                  | 2013    | —                           | —                           | —                           | —                           | —                           | The Wack Album          |
| "Out of the Black" (Neneh Cherry com Robyn)                                      | 2014    | —                           | —                           | —                           | —                           | —                           | Blank Project           |
| "Monument" (Versão de The Inevitable End) (Röyksopp com Robyn)                   | 2014    | —                           | 34                          | —                           | —                           | —                           | The Inevitable End      |
| "Who Do You Love?" (Kindness com Robyn)                                          | 2015    | —                           | —                           | —                           | —                           | —                           | Otherness               |
| "Hang Me Out to Dry" (Metronomy com Robyn)                                       | 2016    | —                           | —                           | —                           | —                           | —                           | Summer 08               |
| "Trust Me" (Mr. Tophat com Robyn)                                                | 2016    | —                           | —                           | —                           | —                           | —                           | Trust Me                |
| "—" denota um título que não tenha entrado na tabela musical do respectivo país. |         |                             |                             |                             |                             |                             |                         |

### Singlespromocionais
| Título                                                                           | ㅤAnoㅤ | Melhores posições atingidas | Melhores posições atingidas | Álbum                |
| Título                                                                           | ㅤAnoㅤ | SUE                         | NOR                         | Álbum                |
| -------------------------------------------------------------------------------- | ------- | --------------------------- | --------------------------- | -------------------- |
| "Don't Want You Back"                                                            | 1996    | —                           | —                           | Robyn Is Here        |
| "Good Thang"                                                                     | 1999    | —                           | —                           | Single sem álbum     |
| "Blow My Mind"                                                                   | 2002    | —                           | —                           | Don't Stop the Music |
| "O Baby"                                                                         | 2003    | —                           | —                           | Don't Stop the Music |
| "Bum Like You"                                                                   | 2005    | —                           | —                           | Robyn                |
| "Crash and Burn Girl"                                                            | 2005    | —                           | —                           | Robyn                |
| "Fembot"                                                                         | 2010    | 3                           | 10                          | Body Talk Pt. 1      |
| "Dancehall Queen"                                                                | 2010    | 56                          | —                           |                      |
| "None of Dem" (com Röyksopp)                                                     | 2010    | —                           | —                           |                      |
| "Don't Fucking Tell Me What to Do"                                               | 2010    | —                           | —                           |                      |
| "—" denota um título que não tenha entrado na tabela musical do respectivo país. |         |                             |                             |                      |

## Outras canções
| Título                                                                           | ㅤAnoㅤ | Melhores posições atingidas | Melhores posições atingidas | Melhores posições atingidas | Álbum                       |
| Título                                                                           | ㅤAnoㅤ | SUE                         | BEL Tip                     | EUA Dance /Elec             | Álbum                       |
| -------------------------------------------------------------------------------- | ------- | --------------------------- | --------------------------- | --------------------------- | --------------------------- |
| "Cry When You Get Older"                                                         | 2010    | 44                          | —                           | —                           | Body Talk Pt. 1             |
| "Love Kills"                                                                     | 2010    | 35                          | 8                           | —                           | Body Talk Pt. 2 e Body Talk |
| "In My Eyes"                                                                     | 2010    | 51                          | —                           | —                           | Body Talk Pt. 2 e Body Talk |
| "Indestructible" (versão acústica)                                               | 2010    | 54                          | —                           | —                           | Body Talk Pt. 2             |
| "Time Machine"                                                                   | 2010    | 54                          | —                           | —                           | Body Talk                   |
| "Human Being" (com Zhala)                                                        | 2018    | 64                          | —                           | 49                          | Honey                       |
| "Because It's in the Music"                                                      | 2018    | 69                          | —                           | —                           | Honey                       |
| "Baby Forgive Me"                                                                | 2018    | 84                          | —                           | —                           | Honey                       |
| "Send to Robin Immediately"                                                      | 2018    | 92                          | —                           | —                           | Honey                       |
| "—" denota um título que não tenha entrado na tabela musical do respectivo país. |         |                             |                             |                             |                             |

## Créditos de composição
| Ano  | Canção                | Artista          | Álbum                                 | Co-escrita com                                   |
| ---- | --------------------- | ---------------- | ------------------------------------- | ------------------------------------------------ |
| 1997 | "Du gör mig hel igen" | Cajsalisa Ejemyr | Först nu                              | Johan Ekhé, Ulf Lindström                        |
| 1997 | "Först då"            | Cajsalisa Ejemyr | Först nu                              | Cajsalisa Ejemyr, Johan Ekhé, Ulf Lindström      |
| 1997 | "Ingenting"           | Cajsalisa Ejemyr | Först nu                              | Cajsalisa Ejemyr, Johan Ekhé, Ulf Lindström      |
| 1997 | "Lika bam"            | Cajsalisa Ejemyr | Först nu                              | Cajsalisa Ejemyr, Johan Ekhé, Ulf Lindström      |
| 2003 | "It's All About Me"   | Jamie Meyer      | It's All About Me                     | Jörgen Elofsson                                  |
| 2003 | "Popstar"             | Sita             | Come with Me                          | Remee, Johan Ekhé, Ulf Lindström                 |
| 2004 | "What Is Love?"       | Peter André      | The Long Road Back                    | Kara DioGuardi, Mich Hansen, Joe Belmaati        |
| 2004 | "You Found Me"        | Play             | Don't Stop the Music                  | Billy Mann, Rasmus Bähncke, René Tromborg        |
| 2005 | "Popstar"             | Jon              | Today Is a Good Day (To Fall in Love) | Remee, Johan Ekhé, Ulf Lindström                 |
| 2005 | "Over to You Now"     | Britney Spears   | Britney & Kevin: Chaotic              | Guy Sigsworth, Imogen Heap, Alexander Kronlund   |
| 2005 | "Money for Nothing"   | Darin            | The Anthem                            | Remee, Johan Ekhé, Ulf Lindström                 |
| 2008 | "See My Side"         | Jordin Sparks    | Jordin Sparks                         | Klas Åhlund, Christian Karlsson, Pontus Winnberg |